# Eupleura grippi
Eupleura grippi är en snäckart som beskrevs av Dall 1911. Eupleura grippi ingår i släktet Eupleura och familjen purpursnäckor. Inga underarter finns listade i Catalogue of Life.